# Cornus sanguinea

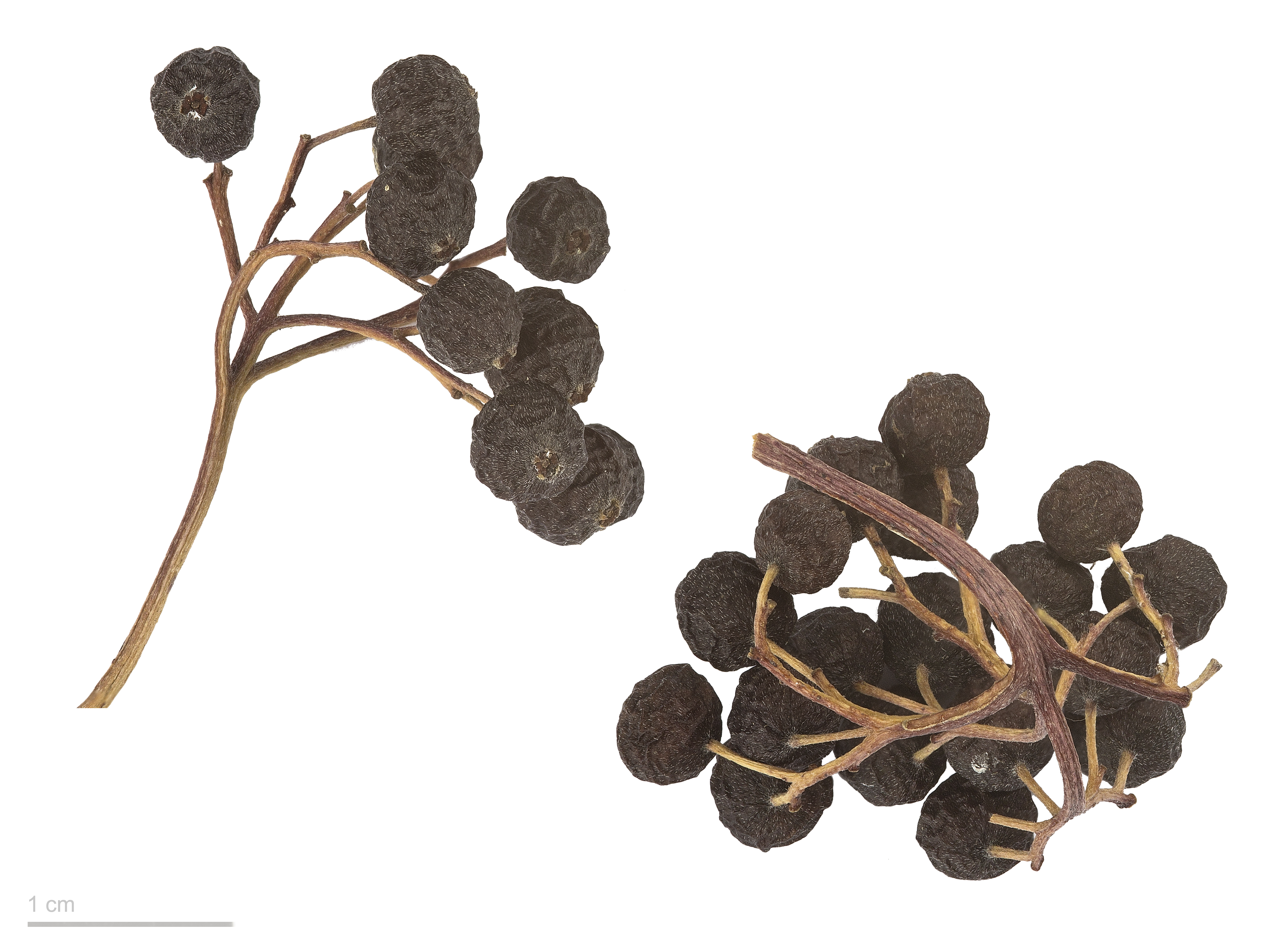
Cornus sanguinea

Cornus sanguinea, el sanguino o sanguiño, también conocido como cornejo, es una especie perteneciente a la familia de las cornáceas. Es originaria de la mayor parte de Europa y Asia occidental, incluyendo Gran Bretaña y el sur de Escandinavia, llegando por el este hasta el mar Caspio.

## Descripción
Se trata de un arbusto caducifolio de tamaño medio a grande que alcanza los de 2-6 m de altura, con las ramas y ramitas de color oscuro marrón-verdoso. Las hojas son opuestas, de 4-8 cm de longitud y 2-4 cm de ancho, ovadas a una forma oblonga, de color verde por encima, por debajo ligeramente pálido, áspera y dura. Las flores son hermafroditas, son pequeñas de (5-10 mm de diámetro), con cuatro pétalos de color blanco cremoso, en grupos de 3-5 cm de diámetro, y son polinizadas por los insectos. El fruto es globoso con una negra baya de 5-8 mm de diámetro, que contiene una sola semilla.

## Ecología
Requiere suelos frescos y ligeros, pero no presenta marcada preferencia por su naturaleza química. Le gustan los lugares húmedos y sombreados. Su área natural abarca casi toda Europa y Asia occidental. Se encuentra en terrenos bajos o de montaña media. Se reproduce por semilla y renuevos de raíz, lo cual hace que tienda a ocupar eficazmente áreas de terreno, estableciéndose con alta densidad.

## Usos
Los frutos son consumidos por algunos mamíferos y muchos pájaros. La madera es de calidad excelente, de color blanco rosado, muy dura y resistente. Se utilizaba para hacer mangos de herramientas y pequeñas piezas torneadas. Las ramas delgadas se utilizaban para cestería, y las más gruesas para tutores de jardinería. También fueron utilizadas para hacer flechas. El arquero prehistórico Ötzi llevaba flechas de sanguino. 

## Nombre común
Albellanino, barbaija, cerezo de monte, cerezo falso, cerezo salvaje, cerezo silvestre, cornahuelo, cornejo, cornejo común, cornejo encarnado, cornejo hembra, cornejo rojo, cornejo silvestre, cornizo, corno durillo, corno hembra, corno salvaje, cuerno, durillo, durillo encarnado, escuernacabra, malmadurillo basto, matacán, palo hierro, pata de perdiz, árbol de las cuatro caras, árbol frío, sanapudio, sangüeña, sangüeño, sangueña, sangueño, sanguillo, sanguina, sanguino, sanguinu, sanguiño, sanguiñuela, sanguiñuelo, sanguño, vara sangrienta, virga sanguínea, zangüeño. Altoaragonés: cornera de lobo, pichasangre, pichasán, sangonillo, sangriñera, sanguiñero, sanguil, sanguinera, sanguinillo, sanguino, sanguiño, sanguín, sangunillo, sanllic. Aragonés: cornera de lobo, pelaburros, pichasangres, sangonillo, sangrinera, sangueñero, sangueño, sanguiñera, sanguil, sanguiné, sanguinera, sanguino, sanguiño, sanguín, sanguniño, sanllic.